# Tournoi d'ouverture du championnat de Colombie de football 2017
Navigation
Tournoi précédent Tournoi suivant
Le tournoi d'ouverture de la saison 2017 du Championnat de Colombie de football est le premier tournoi de la soixante-dixième édition du championnat de première division professionnelle en Colombie. Les vingt meilleures équipes du pays disputent le championnat semestriel qui se déroule en deux phases :
- lors de la phase régulière, les équipes s'affrontent une fois plus une rencontre face à une formation du même secteur géographique.
- la phase finale du tournoi Ouverture se joue sous forme de coupe, avec quarts, demis et finale en matchs aller-retour.

C'est l'Atlético Nacional qui remporte le tournoi après avoir battu le Deportivo Cali lors de la finale. C'est le seizième titre de champion de Colombie de l'histoire du club.

## Qualifications continentales
Le vainqueur du tournoi Ouverture se qualifie pour la phase de groupes de la prochaine édition de la Copa Libertadores. 

## Les clubs participants
- Club Independiente Santa Fe
- CD Los Millonarios
- Envigado FC
- Deportes Tolima
- Once Caldas
- Independiente Medellin
- América de Cali - Promu de Torneo Aguila
- Rionegro Águilas
- Jaguares de Córdoba Fútbol Club
- Corporación Club Deportivo Tuluá
- Atlético Nacional
- Atlético Huila
- Patriotas FC
- Alianza Petrolera
- Deportivo Pasto
- Tigres Fútbol Club - Promu de Torneo Aguila
- Atlético Bucaramanga
- Deportivo Cali
- Atlético Junior
- CD La Equidad

## Compétition
Le barème utilisé pour établir l'ensemble des classements est le suivant :
- Victoire : 3 points
- Match nul : 1 point
- Défaite : 0 point

### Phase régulière

#### Classement
| Rang | Équipe                  | Pts | J  | G  | N | P  | Bp | Bc | Diff |
| ---- | ----------------------- | --- | -- | -- | - | -- | -- | -- | ---- |
| 1    | Atlético Nacional       | 49  | 20 | 15 | 4 | 1  | 33 | 9  | +24  |
| 2    | Independiente Medellín  | 42  | 20 | 13 | 3 | 4  | 35 | 23 | +12  |
| 3    | Deportivo Pasto         | 35  | 20 | 10 | 5 | 5  | 31 | 20 | +11  |
| 4    | Millonarios             | 33  | 20 | 10 | 3 | 7  | 29 | 17 | +12  |
| 5    | Jaguares de Córdoba     | 31  | 20 | 8  | 7 | 5  | 18 | 16 | +2   |
| 6    | Deportivo Cali          | 30  | 20 | 7  | 9 | 4  | 27 | 20 | +7   |
| 7    | América de CaliP        | 29  | 20 | 8  | 5 | 7  | 26 | 21 | +5   |
| 8    | Atlético Bucaramanga    | 29  | 20 | 8  | 5 | 7  | 16 | 17 | -1   |
| 9    | Independiente Santa FeT | 28  | 20 | 7  | 7 | 6  | 16 | 20 | -4   |
| 10   | Alianza Petrolera       | 27  | 20 | 7  | 6 | 7  | 24 | 24 | 0    |
| 11   | Patriotas               | 24  | 20 | 5  | 9 | 6  | 17 | 18 | -1   |
| 12   | Atlético Junior         | 23  | 20 | 6  | 5 | 9  | 25 | 26 | -1   |
| 13   | La Equidad              | 23  | 20 | 5  | 8 | 7  | 15 | 18 | -3   |
| 14   | Rionegro Águilas        | 21  | 20 | 4  | 9 | 7  | 14 | 21 | -7   |
| 15   | Atlético Huila          | 21  | 20 | 6  | 3 | 11 | 16 | 25 | -9   |
| 16   | Once Caldas             | 21  | 20 | 5  | 6 | 9  | 18 | 29 | -11  |
| 17   | Deportes Tolima         | 20  | 20 | 5  | 5 | 10 | 24 | 28 | -4   |
| 18   | Tigres FCP              | 19  | 20 | 4  | 7 | 9  | 11 | 23 | -12  |
| 19   | Envigado FC             | 18  | 20 | 4  | 6 | 10 | 18 | 26 | -8   |
| 20   | Cortuluá                | 18  | 20 | 4  | 6 | 10 | 19 | 31 | -12  |

|  | Qualification pour la phase finale  |
|  | T : Tenant du titre P : Promu de D2 |

### Phase finale
|  | Quarts de finale                | Quarts de finale                | Quarts de finale  | Quarts de finale  |                    |                    | Demi-finales | Demi-finales | Demi-finales | Demi-finales |  |  | Finale | Finale | Finale | Finale |
|  |                                 |                                 |                   |                   |                    |                    |              |              |              |              |  |  |        |        |        |        |
|  |                                 |                                 |                   |                   |                    |                    |              |              |              |              |  |  |        |        |        |        |
|  |                                 |                                 |                   |                   |                    |                    |              |              |              |              |  |  |        |        |        |        |
|  | América de Cali                 | América de Cali                 | 0                 | 1                 |                    |                    |              |              |              |              |  |  |        |        |        |        |
|  | América de Cali                 | América de Cali                 | 0                 | 1                 |                    |                    |              |              |              |              |  |  |        |        |        |        |
|  | Deportivo Pasto                 | Deportivo Pasto                 | 0                 | 0                 |                    |                    |              |              |              |              |  |  |        |        |        |        |
|  | Deportivo Pasto                 | Deportivo Pasto                 | 0                 | 0                 | América de Cali    | América de Cali    | 0            | 0            |              |              |  |  |        |        |        |        |
|  |                                 |                                 |                   |                   | América de Cali    | América de Cali    | 0            | 0            |              |              |  |  |        |        |        |        |
|  |                                 |                                 | Deportivo Cali    | Deportivo Cali    | 0                  | 2                  |              |              |              |              |  |  |        |        |        |        |
|  | Deportivo Cali                  | Deportivo Cali                  | Deportivo Cali    | Deportivo Cali    | 0                  | 2                  | 4            | 1            |              |              |  |  |        |        |        |        |
|  | Deportivo Cali                  | Deportivo Cali                  |                   |                   |                    |                    |              | 1            |              |              |  |  |        |        |        |        |
|  | Independiente Medellín          | Independiente Medellín          | 1                 | 3                 |                    |                    |              |              |              |              |  |  |        |        |        |        |
|  | Independiente Medellín          | Independiente Medellín          | 1                 | 3                 | Deportivo Cali     | Deportivo Cali     | 2            | 1            |              |              |  |  |        |        |        |        |
|  |                                 |                                 |                   |                   | Deportivo Cali     | Deportivo Cali     | 2            | 1            |              |              |  |  |        |        |        |        |
|  |                                 |                                 | Atlético Nacional | Atlético Nacional | 0                  | 5                  |              |              |              |              |  |  |        |        |        |        |
|  | Atlético Bucaramanga            | Atlético Bucaramanga            | Atlético Nacional | Atlético Nacional | 0                  | 5                  | 2            | 0            |              |              |  |  |        |        |        |        |
|  | Atlético Bucaramanga            | Atlético Bucaramanga            |                   |                   |                    |                    |              |              |              |              |  |  |        |        |        |        |
|  | CD Los Millonarios              | CD Los Millonarios              | 2                 | 2                 |                    |                    |              |              |              |              |  |  |        |        |        |        |
|  | CD Los Millonarios              | CD Los Millonarios              | 2                 | 2                 | CD Los Millonarios | CD Los Millonarios | 0            | 0            |              |              |  |  |        |        |        |        |
|  |                                 |                                 |                   |                   | CD Los Millonarios | CD Los Millonarios | 0            | 0            |              |              |  |  |        |        |        |        |
|  |                                 |                                 | Atlético Nacional | Atlético Nacional | 0                  | 1                  |              |              |              |              |  |  |        |        |        |        |
|  | Jaguares de Córdoba Fútbol Club | Jaguares de Córdoba Fútbol Club | Atlético Nacional | Atlético Nacional | 0                  | 1                  | 1            | 2            |              |              |  |  |        |        |        |        |
|  | Jaguares de Córdoba Fútbol Club | Jaguares de Córdoba Fútbol Club |                   |                   |                    |                    |              | 2            |              |              |  |  |        |        |        |        |
|  | Atlético Nacional               | Atlético Nacional               | 3                 | 3                 |                    |                    |              |              |              |              |  |  |        |        |        |        |
|  | Atlético Nacional               | Atlético Nacional               | 3                 | 3                 |                    |                    |              |              |              |              |  |  |        |        |        |        |
|  |                                 |                                 |                   |                   |                    |                    |              |              |              |              |  |  |        |        |        |        |

## Bilan de la saison
| Championnat de Colombie de football 2017 |                               |
| Champion                                 | Atlético Nacional (16e titre) |
| Qualifications continentales             |                               |
| Copa Libertadores 2018                   | Atlético Nacional             |
| Promotions et relégations                |                               |
| Promus en Liga Aguila                    | Aucun                         |
| Relégués en Torneo Aguila                | Aucun                         |